# Jit-jive
Le jit-jive (également connu sous le nom de jiti ou jit) est une genre musical propre à la ville de Harare, la capitale du Zimbabwe. Il se présente comme un rythme rapide joué à la batterie et accompagné d'une guitare. Dans le nord-est du Zimbabwe, à Murewa, le jit-jive est plus connu sous le nom  pfonda.

## Histoire
Le jit-jive est popularisé dans les années 1980, notamment avec les groupes Chazezesa Challengers, Bhundu Boys, et Four Brothers.
Chazezesa Challengers est un groupe de musique zimbabwéen, originaire de Sungura, formé en 1993 sous la direction de feu System Tazvida (en) de Chitungwiza
The Four Brothers (les Quatre frères) est le surnom donné aux solistes de la section d'anches de l'orchestre de Woody Herman (1947-1949) : les saxophonistes ténor Stan Getz, Zoot Sims, Herbie Steward puis Al Cohn et le baryton Serge Chaloff. Cet orchestre était nommé The Second Herd.
Les Bhundu Boys, eux, étaient dirigés par feu Biggy Tembo (Mhosva Marasha), qui est enregistré par Gramma Records.
Le jit-jive se retrouve dans de nombreux types de danses. Ainsi dans le hwishu, le tuwisti, le kongonya, le borodhero, le honda, le chipisi. Bhorodhero se popularise avec Alick Macheso et les Chazezesa Challengers de System Tazvida. Bhorodhero vient du nom du champ de course de Harare le Borrowdale Race Course car la danse ressemble à un cheval au galop.

## Groupes et artistes
« Jit-jive » est un terme générique pour la pop électrique à la guitare et comprend des groupes populaires comme les New Black Eagles et les Four Brothers. Sur le plan international, les Bhundu Boys sont les interprètes de jit les plus connus et ils ont travaillé avec de nombreux musiciens américains et britanniques. Il existe de récents groupes comme  Nehoreka qui fusionne le jit traditionnel avec des sons funk, Mokoomba, Q Montana, ainsi que Paul Mpofu le plus populaire avec Murambinda devenu un hymne de mariage. Puis les groupes formés autour de  Gibbs Chitate, Mr. Bulk Chiyangwa, Cephas Mashakada et The Muddy Face qui jouaient également avec Job Mashanda feu Andy Brown et The Storm certaines de ses chansons, Charles Charambaet les Fishers of Man et Paul Matavire.